# Ahuas
Ahuas est une municipalité du Honduras, située dans le département de Gracias a Dios.
La municipalité d'Ahuas est fondée en 1996. Elle comprend 6 villages et 13 hameaux.

## Crédit d'auteurs
- (en) Cet article est partiellement ou en totalité issu de l’article de Wikipédia en anglais intitulé « Ahuas » (voir la liste des auteurs).